# Jacques-Martin Hotteterre
Jacques-Martin Hotteterre, zwany le Romain (ur. 29 września 1674 w Paryżu, zm. 16 lipca 1763 tamże) – francuski kompozytor i flecista.

## Życiorys
Pochodził z rodziny muzyków. W młodości przypuszczalnie przebywał we Włoszech, skąd wziął się jego przydomek. Od 1708 roku był fagocistą zespołu Grands Hautbois du Roi oraz flecistą królewskiej kapeli nadwornej. Działał też jako nauczyciel gry na flecie poprzecznym i musette oraz wytwórca tych instrumentów. Był autorem traktatów Principes de la flûte traversière, ou flûte d’Allemangne, de la flûte à bec ou flûte douce et du hautbois (1707), L’art de préluder sur la flûte traversière (1719) i Méthode pour la musette (1738).
Komponował wyłącznie muzykę solową i kameralną, zazwyczaj z towarzyszeniem basso continuo. Wydał dwa zbiory suit na flet i basso continuo (1708, 1715), ponadto był autorem duetów, triów, sonat, rond i miniatur na flet. Swoją działalnością spopularyzował we Francji grę na flecie poprzecznym.